# Едуардо Чільїда

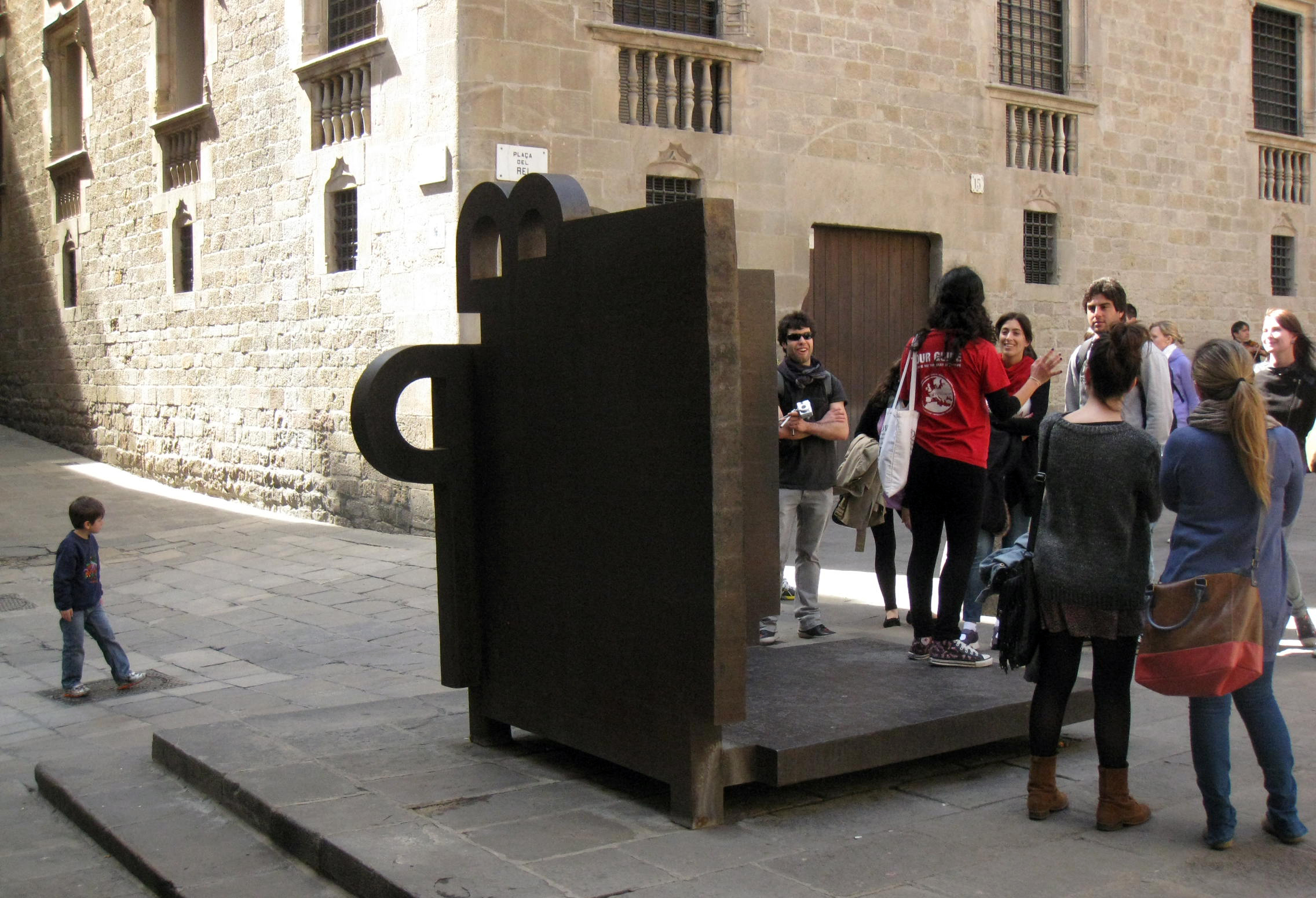
«Топос V» (1986), Барселона

Едуардо Чільїда Хуантегі (ісп. Eduardo Chillida Juantegui; 10 січня 1924, Сан-Себастьян — 19 серпня 2002, там само) — іспанський скульптор баскського походження.

## Біографія
Народився у Сан-Себастьяні. Вивчав архітектуру у Мадриді, однак не закінчив навчання. У 1947 році почав кар'єру скульптора. Наступного року вирушив до Парижа, де познайомився з художником і скульптором Пабло Паласуело. У 1950 році, вже одружений, оселився у Віллен-су-Буа (Сена і Уаза) і почав брати участь у виставках. У 1951 році повернувся до Сан-Себастьяна і почав працювати з залізом у кузні в Ернані. Серед його скульптур є також роботи з каменю (починаючи з 1955 року), а також з дерева і сталі (з 1959 року).
Виставки його робіт регулярно проходили у провідних музеях і галереях по всьому світі. У 1999 році пройшла ретроспективна виставка його робіт у музеї Гуггенхайма в Більбао.
Удостоєний багатьох нагород, зокрема лауреат премії Вольфа (1985) та Імператорської премії (1991) Японської художньої асоціації.